# Цифрове моделювання
Цифрове моделювання (англ. digital simulation) — дослідження об'єктів (явищ, процесів, пристроїв, систем тощо) за допомогою математичних моделей на ЕОМ.
Комп'ютерні моделі стали звичайним інструментом математичного моделювання і застосовуються у фізиці, астрофізиці, механіці, хімії, біології, економіці, соціології, метеорології, інших науках і прикладних задачах в різноманітних галузях радіоелектроніки, машинобудування, автомобілебудування та ін. Комп'ютерні моделі використовують для отримання нових знань про об'єкт чи для наближеної оцінки поведінки систем, занадто складних для аналітичного дослідження.
Масштаб подій що імітуються за допомогою комп'ютерного моделювання значно перевершив все можливе з використанням традиційного паперу і олівця.

## Типи
Комп'ютерні моделі можуть бути класифіковані по декількох незалежних ознаках[джерело?], в тому числі:
- Стохастичний процес або детермінований
- Стаціонарні або динамічні
- Неперервна функція або дискретна математика (і як важливий окремий випадок дискретних подій)
- Динамічне моделювання системи, наприклад, електричні системи, гідравлічні системи або механічні системи мультитіла або динамічне моделювання проблем на місцях, наприклад CFD МСЕ моделювання (описується PDE: сек).
- Розподілені обчислення.

## Моделювання в порівнянні з моделлю
Комп'ютерна модель — це алгоритми і рівняння, що використовуються для захоплення поведінки модельованої системи. Навпаки, комп'ютерне моделювання є фактичним ходом програми, яка містить ці рівняння або алгоритми. Моделювання, отже, є процесом запуску моделі. Таким чином, спершу потрібно «побудувати модель», а потім або «запустити модель» або, що еквівалентно «запустити моделювання».

## Історія
Комп'ютерне моделювання розвивалось поряд зі швидким розвитком комп'ютера після його першого великомасштабного розгортання під час Мангеттенського проекту в Другій світовій війні для моделювання процесу ядерної детонації. Це було моделювання 12 твердих сфер використовуючи Монте-Карло алгоритм.

### Квантове моделювання
У жовтні 2017 з'явився фреймворк OpenFermion Cirq , перша платформа з відкритим кодом для перекладу проблем хімії та матеріалознавства в квантові схеми. OpenFermion — це бібліотека для моделювання систем взаємодіючих електронів (ферміонів), що породжують властивості речовини. До OpenFermion розробникам квантових алгоритмів потрібно було вивчити значну кількість хімії та написати велику кількість коду, щоб зламати інші коди, щоб скласти навіть найосновніші квантові симуляції.

## Підготовка даних
Вимоги до вхідних даних в моделюванні відрізняються один від одного. Для деяких моделей вхідні дані можуть складатись з кількох цифр (наприклад, моделювання сигналу змінного струму на дроті), тоді як інші можуть зажадати терабайт інформації (наприклад, кліматичні моделі).

## Загальна характеристика
Зокрема, найпоширенішим є цифрове моделювання на основі створення моделей об'єктів плануванням експерименту. При цьому цифрова модель, як правило — поліном n-нного порядку (найчастіше 3-5).
У сучасних умовах, цифрове моделювання здійснюється виключно із застосуванням комп'ютера. Тому синонімом цього поняття є комп'ютерне моделювання.

## Етапи розробки
До основних етапів комп'ютерного моделювання відносяться:
- розробка концептуальної моделі, виявлення основних елементів системи і елементарних актів взаємодії;
- формалізація, тобто перехід до математичної моделі; створення алгоритму та написання програми;
- планування і проведення комп'ютерних експериментів;
- аналіз та інтерпретація результатів.

Розрізняють аналітичне та імітаційне моделювання. При аналітичному моделюванні вивчаються математичні (абстрактні) моделі реального об'єкта у вигляді алгебраїчних, диференціальних та інших рівнянь, а також передбачають здійснення однозначної обчислювальної процедури, що призводить до їх точного розв'язання. При імітаційному моделюванні досліджуються математичні моделі у вигляді алгоритму, що відтворює функціонування досліджуваної системи шляхом послідовного виконання великої кількості елементарних операцій.

## Практичне застосування

Приклад моделювання. Комп'ютерна модель поля швидкостей пульпи в мішалці «Турботрон». Система Flow Simulation програмного середовища SolidWorks

Комп'ютерне моделювання застосовують для широкого кола завдань, таких як:
- аналіз поширення забруднюючих речовин в атмосфері;
- проєктування шумових бар'єрів для боротьби з шумовим забрудненням;
- конструювання транспортних засобів;
- польотні імітатори для тренування пілотів;
- прогнозування погоди;
- емуляція роботи інших електронних пристроїв;
- прогнозування цін на фінансових ринках;
- дослідження поведінки будівель, конструкцій та деталей під механічним навантаженням;
- прогнозування міцності конструкцій та механізмів їх руйнування;
- проектування виробничих процесів, наприклад хімічних;
- стратегічне управління організацією;
- дослідження поведінки гідравлічних систем: нафтопроводів, водопроводу;
- моделювання роботів і автоматичних маніпуляторів;
- моделювання сценарних варіантів розвитку міст;
- моделювання транспортних систем;
- кінцево-елементне моделювання краш-тестів;
- моделювання результатів пластичних операцій.

Різні сфери застосування комп'ютерних моделей висувають різні вимоги до надійності одержуваних з їх допомогою результатів. Для моделювання будівель і деталей літаків потрібна висока точність і ступінь достовірності, тоді як моделі еволюції міст і соціально-економічних систем використовуються для отримання наближених або якісних результатів.